# Diasporus majeensis
Diasporus majeensis é uma espécie de anfíbio anuros da família Eleutherodactylidae. Está presente no Panamá.